# پل یادبود مایک اوکالاگان – پت تیلمنپل
پل یادبود مایک اوکالاگان پت تیلمن (انگلیسی: Mike O'Callaghan–Pat Tillman Memorial Bridge) یک پل قوسی در ایالات متحده است که بر روی رودخانه کلرادو بین ایالت‌های آریزونا و نوادا قرار دارد. این پل در منطقهٔ تفریحی ملی لیک مید در حدود ۳۰ مایلی (۴۸ کیلومتری) جنوب شرقی لاس وگاس واقع شده‌است و مسیر بین ایالتی ۱۱ و مسیر ۹۳ ایالات متحده را بر روی رودخانه کلرادو حمل می‌کند. این پروژه که در سال ۲۰۱۰ افتتاح شد، جزء کلیدی پروژه کنارگذر سد هوور بود که مسیر US 93 را از مسیر قبلی خود در امتداد بالای سد هوور تغییر داد و چندین پیچ مو و منحنی‌های کور را از مسیر حذف کرد. این نام مشترک به نام مایک اوکالاگان، فرماندار نوادا از سال ۱۹۷۱ تا ۱۹۷۹، و پت تیلمن، بازیکن فوتبال آمریکایی است که کار خود را با آریزونا کاردینالز ترک کرد تا در ارتش ایالات متحده ثبت نام کند و در سال ۲۰۰۴ در افغانستان توسط آتش دوستانه کشته شد.
در اوایل دههٔ ۱۹۶۰، مقامات مسیر ۹۳ ایالات متحده بر فراز سد هوور را خطرناک و ناکافی برای حجم ترافیک پیش‌بینی شده تشخیص دادند. از سال ۱۹۹۸ تا ۲۰۰۱، مقامات آریزونا، نوادا و چندین آژانس دولتی فدرال برای تعیین بهترین مسیر برای عبور رودخانه جایگزین همکاری کردند. در مارس ۲۰۰۱، اداره بزرگراه فدرال مسیری را انتخاب کرد که از رودخانه کلرادو تقریباً ۱۵۰۰ فوت (۴۶۰ متر) پایین دست سد هوور عبور می‌کند. ساخت مسیرهای پل در سال ۲۰۰۳ آغاز شد و ساخت خود پل در فوریه ۲۰۰۵ آغاز شد. پل در سال ۲۰۱۰ تکمیل شد و کل مسیر کنارگذر در ۱۹ اکتبر ۲۰۱۰ به روی تردد وسایل نقلیه باز شد. پروژه کنارگذر سد هوور در حدود بودجه تکمیل شد. با هزینه ۲۴۰ میلیون دلار؛ هزینه بخش پل ۱۱۴ میلیون دلار است.